# Allensteiner Welle
Die Allensteiner Welle ist ein Hörfunkfenster des zu Polskie Radio gehörenden Lokalsenders Radio Olsztyn in Allenstein (Olsztyn). Das Programm wurde 2001 gegründet und wird sonntags von 20:05 bis 20:30 Uhr in deutscher Sprache gesendet. Es richtet sich an die deutsche Minderheit in Ermland und Masuren.

## Programm
Im Programm der Allensteiner Welle sind Kultur- und Sportnachrichten enthalten, außerdem gibt es Veranstaltungstipps sowie spezielle Themen für die deutsche Minderheit.
Die Redaktion wurde vom Verband der Deutschen Gesellschaften im ehemaligen Ostpreußen gegründet. Die Finanzierung der Radiosendung erfolgt durch das Institut für Auslandsbeziehungen (ifa) aus Mitteln des Auswärtigen Amtes der Bundesrepublik Deutschland und von Radio Olsztyn.
Das Programm kann im Raum Allenstein auf 102,3 MHz, im Raum Elbing (Elbląg) auf 103,4 MHz und im Raum Lötzen (Giżycko) auf 99,6 MHz empfangen werden.